# Els Pallers (Roquetes)
Els Pallers és una muntanya de 1.261 metres que es troba al municipi de Roquetes, a la comarca catalana del Baix Ebre.